# طيران المها
طيران المها (بالإنجليزية: Al Maha Airways)‏ كانت شركة طيران سعودية خاصة، تمتلكها الخطوط الجوية القطرية، كان من المقرر أن تبدأ عملها الفعلي في المملكة في الربع الرابع من 2014، وقد كانت مسجلة كشركة طيران سعودية، تتخذ من مدينة جدة مركزاً رئيسياً لها تنطلق منها إلي المدن الرئيسية في المملكة ثم تنتقل بعد ذلك إلى المدن الأصغر.
وكانت الخطوط الجوية القطرية القطرية وطيران السعودية الخليجية قد فازتا برخصتي مشغل جوي وطني في سوق الطيران السعودية في أواخر العام 2012، بشكل منفصل عن الاسم التجاري للشركتين.
في 8 فبراير 2017 أعلن الرئيس التنفيذي لشركة الخطوط الجوية القطرية أن الشركة ألغت خططها لإنشاء فرع لمشروع طيران المها بالرياض «بعد التأخير الذي طال أمده في حصولها على الترخيص».